# Куминга, Джонатан
Джо́натан Малангу Куми́нга (англ. Jonathan Malangu Kuminga; род. 6 октября 2002 года в Гоме, ДР Конго) — конголезский профессиональный баскетболист, выступающий в Национальной баскетбольной ассоциации за команду «Голден Стэйт Уорриорз». Играет на позиции лёгкого форварда. На драфте НБА 2021 года он был выбран под седьмым номером командой «Голден Стэйт Уорриорз». Чемпион НБА в составе «Голден Стэйт Уорриорз» сезона 2021/22.

## Профессиональная карьера

### Голден Стэйт Уорриорз (2021—настоящее время)
Куминга был выбран под 7-м номером на драфте НБА 2021 года командой «Голден Стэйт Уорриорз». 3 августа подписал контракт новичка с «Голден Стэйт Уорриорз». 30 октября 2021 года дебютировал в НБА, выйдя со скамейки запасных, и набрал 3 очка и 1 перехват за 6 минут в победе над «Оклахома-Сити Тандер» со счётом 103—82. 18 декабря 2021 года Куминга впервые вышел в стартовом составе и набрал лучшие в карьере 26 очков в поражении от «Торонто Рэпторс» со счётом 100—119. 16 июня Куминга стал чемпионом НБА после победы «Уорриорз» над «Селтикс» в финальной серии со счётом 4—2.
31 октября 2023 года «Уорриорз» активировали последний год в контракте игрока, продлив соглашение до конца сезона 2024/25.
24 января 2024 года Куминга набрал 25 очков в победе над «Атлантой Хокс», реализовав 11 бросков с игры. Благодаря этому результату он побил рекорд Криса Маллина по количеству реализованных бросков в игре без промахов.
27 декабря 2024 года Куминга набрал максимальные в карьере 34 очка, а также 10 подборов и пять передач в матче с «Лос-Анджелес Клипперс» (102:92). 28 декабря Куминга вновь набрал 34 очка в победе над «Финикс Санз» (109:105).
4 января 2025 года Куминга в матче против «Мемфис Гриззлис» получил сильное растяжение связок правого голеностопа, из-за которого выбыл из состава «Уорриорз» как минимум на три недели. 27 января 2025 года стало известно, что Куминга пропустит еще как минимум 2 недели.

## Выступления за сборную
В августе 2022 года Куминга присоединился к мужской сборной Демократической Республики Конго по баскетболу для участия в отборочном турнире Кубка мира 2023 года. Его старший брат, Джоэл Нтамбве, также был включен в состав. 26 августа 2022 года Куминга набрал 18 очков и 6 подборов в поражении от Камеруна со счетом 69:71.

## Статистика

### Статистика в НБА
| Сезон                                                                                    | Команда      | Регулярный сезон | Регулярный сезон | Регулярный сезон | Регулярный сезон | Регулярный сезон | Регулярный сезон | Регулярный сезон | Регулярный сезон | Регулярный сезон | Регулярный сезон | Регулярный сезон | Серия плей-офф | Серия плей-офф | Серия плей-офф | Серия плей-офф | Серия плей-офф | Серия плей-офф | Серия плей-офф | Серия плей-офф | Серия плей-офф | Серия плей-офф | Серия плей-офф |
| Сезон                                                                                    | Команда      | GP               | GS               | MPG              | FG%              | 3P%              | FT%              | RPG              | APG              | SPG              | BPG              | PPG              | GP             | GS             | MPG            | FG%            | 3P%            | FT%            | RPG            | APG            | SPG            | BPG            | PPG            |
| ---------------------------------------------------------------------------------------- | ------------ | ---------------- | ---------------- | ---------------- | ---------------- | ---------------- | ---------------- | ---------------- | ---------------- | ---------------- | ---------------- | ---------------- | -------------- | -------------- | -------------- | -------------- | -------------- | -------------- | -------------- | -------------- | -------------- | -------------- | -------------- |
| 2021/22                                                                                  | Голден Стэйт | 70               | 12               | 16,9             | 51,3             | 33,6             | 68,4             | 3,3              | 0,9              | 0,4              | 0,3              | 9,3              | 16             | 3              | 8,6            | 50,0           | 23,1           | 76,9           | 1,7            | 0,5            | 0,2            | 0,1            | 5,2            |
| 2022/23                                                                                  | Голден Стэйт | 67               | 16               | 20,8             | 52,5             | 37,0             | 65,2             | 3,4              | 1,9              | 0,6              | 0,5              | 9,9              | 10             | 0              | 6,1            | 54,2           | 42,9           | 55,6           | 0,9            | 0,5            | 0,2            | 0,0            | 3,4            |
| 2023/24                                                                                  | Голден Стэйт | 74               | 46               | 26,3             | 52,9             | 32,1             | 74,6             | 4,8              | 2,2              | 0,7              | 0,5              | 16,1             | Не участвовал  | Не участвовал  | Не участвовал  | Не участвовал  | Не участвовал  | Не участвовал  | Не участвовал  | Не участвовал  | Не участвовал  | Не участвовал  | Не участвовал  |
|                                                                                          | Всего        | 211              | 74               | 21,5             | 52,4             | 34,1             | 70,7             | 3,9              | 1,7              | 0,6              | 0,4              | 11,9             | 26             | 3              | 7,7            | 51,2           | 30,0           | 71,4           | 1,4            | 0,5            | 0,2            | 0,1            | 4,5            |
| Наведите курсор мыши на аббревиатуры в заголовке таблицы, чтобы прочесть их расшифровку. |              |                  |                  |                  |                  |                  |                  |                  |                  |                  |                  |                  |                |                |                |                |                |                |                |                |                |                |                |

### Статистика в Джи-Лиге
| Сезон                                                                                    | Команда             | Регулярный сезон | Регулярный сезон | Регулярный сезон | Регулярный сезон | Регулярный сезон | Регулярный сезон | Регулярный сезон | Регулярный сезон | Регулярный сезон | Регулярный сезон | Регулярный сезон | Серия плей-офф | Серия плей-офф | Серия плей-офф | Серия плей-офф | Серия плей-офф | Серия плей-офф | Серия плей-офф | Серия плей-офф | Серия плей-офф | Серия плей-офф | Серия плей-офф |
| Сезон                                                                                    | Команда             | GP               | GS               | MPG              | FG%              | 3P%              | FT%              | RPG              | APG              | SPG              | BPG              | PPG              | GP             | GS             | MPG            | FG%            | 3P%            | FT%            | RPG            | APG            | SPG            | BPG            | PPG            |
| ---------------------------------------------------------------------------------------- | ------------------- | ---------------- | ---------------- | ---------------- | ---------------- | ---------------- | ---------------- | ---------------- | ---------------- | ---------------- | ---------------- | ---------------- | -------------- | -------------- | -------------- | -------------- | -------------- | -------------- | -------------- | -------------- | -------------- | -------------- | -------------- |
| 2020/21                                                                                  | Джи-Лига НБА Игнайт | 13               | 13               | 32,8             | 38,7             | 24,6             | 62,5             | 7,2              | 2,7              | 1,0              | 0,8              | 15,8             | Не участвовал  | Не участвовал  | Не участвовал  | Не участвовал  | Не участвовал  | Не участвовал  | Не участвовал  | Не участвовал  | Не участвовал  | Не участвовал  | Не участвовал  |
| 2021/22                                                                                  | Санта-Круз Уорриорз | 8                | 8                | 31,7             | 37,9             | 28,9             | 79,2             | 6,1              | 3,1              | 1,1              | 0,9              | 17,1             | Не участвовал  | Не участвовал  | Не участвовал  | Не участвовал  | Не участвовал  | Не участвовал  | Не участвовал  | Не участвовал  | Не участвовал  | Не участвовал  | Не участвовал  |
|                                                                                          | Всего               | 21               | 21               | 32,4             | 38,4             | 26,4             | 68,1             | 6,8              | 2,9              | 1,0              | 0,9              | 16,3             | Не участвовал  | Не участвовал  | Не участвовал  | Не участвовал  | Не участвовал  | Не участвовал  | Не участвовал  | Не участвовал  | Не участвовал  | Не участвовал  | Не участвовал  |
| Наведите курсор мыши на аббревиатуры в заголовке таблицы, чтобы прочесть их расшифровку. |                     |                  |                  |                  |                  |                  |                  |                  |                  |                  |                  |                  |                |                |                |                |                |                |                |                |                |                |                |